# La oscura noche del espantapájaros
La oscura noche del espantapájaros es una película estadounidense de televisión de terror y Suspense de 1981, dirigida por Frank de Felitta, a partir de un guion de J. D. Feigelson. La intención de Feigelson había sido hacer una película independiente, pero su guion fue comprado por la cadena de televisión CBS; a pesar de esto, sólo se hicieron cambios menores en el guion original.

## Argumento
En un pequeño pueblo en lo profundo del sur, Charles Eliot Bubba Ritter, un gran hombre pero gentil con problemas mentales, se hace amigo de la joven Marylee Williams. Algunos de los habitantes del pueblo están molestos por la cercanía entre Marylee y Bubba. El cartero Otis Hazelrigg, melancólico y mezquino, es el peor. Cuando Marylee es atacada por un perro salvaje (Bubba la salva), y se encuentra inconsciente en el consultorio de un médico, Otis asume de inmediato que Bubba la ha asesinado (y probablemente violado). Otis junto con tres amigos, el gasolinero Skeeter Norris y los primos agricultores Philby y Harliss Hocker forman una turba de linchamiento. La madre de Bubba lo disfraza como un espantapájaros y lo coloca en un campo cercano en espera de que el ambiente se calme. Los sabuesos de Otis olfatean a Bubba, y los cuatro justicieros vacían múltiples rondas de sus armas de fuego, causándole la muerte. Posteriormente, descubren que Marylee en realidad está viva, gracias a Bubba, a quien acaban de asesinar. Otis actúa rápido, coloca una horca en las manos sin vida de Bubba para hacer que él los atacó con un arma. El asesinato es llevado a los tribunales y los justicieros son liberados por falta de pruebas y el flagrante perjurio de Otis.
Marylee, quien se ha recuperado del ataque, se escapa de su habitación por la noche y se acerca a la casa Ritter buscando a Bubba. La señora Ritter no se atreve a decirle la verdad a Marylee y en su lugar le dice que Bubba ha ido donde nadie le puede hacer daño. Marylee sale corriendo de la casa para buscar a Bubba y la señora Ritter va tras ella. Ella encuentra a Marylee sentada, cantando la canción favorita de ella y Bubba en el campo donde Bubba había muerto. Con calma le dice a la señora Ritter que Bubba no se ha ido, que sólo se esconde.
Un día después, Harliss encuentra un espantapájaros en sus campos como en el que Bubba estaba oculto; no hay ninguna pista de quién lo puso allí. Otis sospecha que el fiscal de distrito pudo ponerlo allí para atormentar a los cuatro de ellos y les dice a los demás que deben mantener la calma y no deben hacer nada. Por la noche, la figura desaparece, y Harliss oye ruidos en su granero. Cuando está investigando en el desván una astilladora de madera debajo empieza a trabajar por su propia voluntad. Sorprendido, se vuelca en la máquina y se mata. Debido a que la astilladora de madera no se había quedado sin gasolina después de que Harliss hubiera muerto sino que fue apagada, Otis, Philby y Skeeter sospechan que la muerte de Harliss no fue accidental. Otis acusa oblicuamente a la señora Ritter de haber diseñado este supuesto accidente; ella niega su participación, pero dice que otras fuerzas castigarán a los asesinos de su hijo (y también implica que Otis es un pedófilo a causa de su intenso interés en Marylee).
En la fiesta de Halloween de la iglesia local, mientras que están jugando al escondite y al gato y al ratón con los otros niños, Marylee se enfrenta a Otis, que trata de conseguir que le dijera que la señora Ritter está detrás de los acontecimientos recientes. En cambio, ella le dice que ella sabe lo que él y sus amigos le hicieron a Bubba y escapa de él. Otis la persigue, pero es detenido por un guardia de seguridad, quien le dice que regrese a la fiesta.
El espantapájaros pronto reaparece en el campo de Philby, y esa noche Otis irrumpe en la casa de la señora Ritter. Tratando de detener lo que él ve como la próxima etapa de su trama, él la maltrata de tal manera que ella sufre un ataque cardíaco fatal. Para cubrir sus huellas, Otis inicia una fuga de gas que produce una explosión que destruye la casa. Mientras que todos los demás creen que la explosión fue un accidente, el fiscal de distrito sospechosa.
A la noche siguiente, Philby se ve perturbado por una conmoción en la porqueriza; mientras que este va a echarle un vistazo, eventos misteriosas le hacen entrar en pánico y trata de huir en su coche, que se niega a encender. Cuando sale a revisar el motor, se oyen fuertes pisadas; se vuelve y ve algo (no mostrado en pantalla) que le aterroriza. Es perseguido a través de su propiedad y se refugia en un silo de grano, cerrando la puerta detrás de sí. De pronto se enciende una cinta transportadora de alimentación dentro del edificio. Philby, incapaz de abrir la puerta del silo ahora bloqueada, es enterrado en la avalancha de grano resultante y se ahoga.
Al día siguiente, al enterarse de la muerte de Philby, Otis y Skeeter están dispuestos a entregarse en lugar de enfrentar la ira del espantapájaros. Otis sigue convencido de que los sucesos recientes son un engaño dispuestos para vengar el asesinato de Bubba y que Bubba todavía está vivo. Esa noche él y Skeeter van a desenterrar la tumba de Bubba, aparentemente para demostrar que el cadáver no está allí. Skeeter abre el ataúd para revelar que el cadáver esta de hecho allí y en su pánico intenta huir. Otis lo persigue y lo detiene, prometiendo estar de acuerdo con todo lo Skeeter decida hacer. Vuelven a la tumba para volver a llenarla, pero mientras Skeeter está abajo en la tumba para cerrar la tapa del ataúd, Otis decide protegerse a sí mismo, mata a Skeeter aplastándole el cráneo con una pala, y llena la tumba con Skeeter en su interior.
De vuelta a casa en un estado de embriaguez, Otis ve a Marylee sola en el medio de la carretera. Al perseguirla, estrella su camioneta y va tras ella a pie por un huerto de calabazas. Tan pronto la captura y la acusa de planear los asesinatos del espantapájaros, una máquina de arar cercana arranca por sí misma. Otis huye, con la máquina persiguiéndolo, y choca con el mismo espantapájaros que se le apareció a sus cómplices. Sostienn la horca que los asesinos habían plantado en el cadáver de Bubba, y Otis queda empalado con esta. Se colapsa y muere, solamente comprende la verdad en el momento de su muerte. Marylee, que ha estado escondida en el huerto de calabazas, oye pasos que se acercaban; ella mira hacia arriba y sonríe para ver al espantapájaros mirándola. Se agacha, ofreciéndole una flor, y ella dice «Gracias, Bubba». Marylee luego le dice con inocencia que ella tiene un juego nuevo que enseñarle, llamado «el juego de persecución».

## Reparto
- Charles Durning como Otis P. Hazelrigg
- Robert F. Lyons como Skeeter Norris
- Claude Earl Jones como Philby
- Lane Smith como Harliss Hocker
- Tonya Crowe como Marylee Williams
- Larry Drake como Bubba Ritter
- Jocelyn Brando como la señora Ritter
- Tom Taylor como el fiscal de distrito Sam Willock
- Richard McKenzie como el juez Henry
- Ivy Jones como la señora Willams
- James Tartan como Frank Williams (acreditado como Jim Tartan)
- Ed Call como el abogado defensor
- Alice Nunn como la señora Bunch
- John Steadman como el señor Loomis
- Robert J. Koster como el espantapájaros (no acreditado)

## Lanzamiento
La oscura noche del espantapájaros fue estrenada por la CBS el 24 de octubre de 1981, y fue relanzada el 29 de abril de 2010 como parte del fin de semana Frightmare Texas de 2010.

## Recepción
La oscura noche del espantapájaros tuvo una recepción por parte de la crítica algo desigual. Actualmente cuenta con una puntuación de 40 % Rotten/Podrido en Rotten Tomatoes, con un 66% de aprobación del público.

## Lanzamiento en formatos caseros
La película fue lanzada en VHS por Key Video a mediados de la década de 1980; ahora es difícil encontrar la película en este formato.
La película fue estrenada el 28 de septiembre de 2010 en DVD por VCI Entertainment. En su 30 aniversario, el 11 de octubre de 2011, se lanzó un Blu-ray con características y escenas adicionales.

## Legado
Aaron Crowell, jefe de redacción de la revista HorrorHound, escribió: «Con su lanzamiento en 1981 La oscura noche del espantapájaros fue la primera película de terror tipo largometraje con un espantapájaros como su pieza central, algo que en los años venideros muchos han copiado, pero con  La oscura noche del espantapájaros, el escritor J. D. Feigelson se acredita como el creador de todo los “Asesinos Espantapájaros” como un subgénero de las películas de terror».